# David Hunter
David Hunter – postać fikcyjna, antropolog sądowy, główny bohater książek autorstwa brytyjskiego powieściopisarza Simona Becketta.

## Opis postaci
Pierwszą powieścią, w której pojawia się dr David Hunter jest Chemia śmierci (2006), a następnie występuje w Zapisane w kościach (2007). Trzecią częścią jego przygód jest książka Szepty zmarłych (2009), czwarta powieść nosi tytuł Wołanie grobu (2011), a piąta jest zatytułowana Niespokojni zmarli (2017). Najnowszą szóstą częścią z jego udziałem jest Zapach śmierci (2019). Oprócz sześciu powieści dr David Hunter pojawia się również w opowiadaniach Dzień jak dzień (2013) oraz Cat and Mouse (2016), które w Polsce nie zostało opublikowane.
David Hunter jest wdowcem – stracił swoją żonę, Karę i sześcioletnią córkę, Alice w wypadku samochodowym. Z zawodu jest antropologiem sądowym, wykształconym na trupiej farmie (znajdującej się na terenie University of Tennessee Anthropological Research Facility). Po stracie rodziny, podejmuje pracę w Manham w hrabstwie Norfolk w Anglii, jako lekarz rodzinny. Wydarzenia w Manham zmuszają go do wykorzystania swych zdolności ponownie. Przyczynia się to do powrotu na wcześniej obraną ścieżkę życia zawodowego.